# Trichopodus trichopterus
Trichopodus trichopterus, conosciuto comunemente come gurami blu o gurami di Sumatra, è un pesce d'acqua dolce appartenente alla famiglia Osphronemidae.

## Distribuzione e habitat
È il gurami a più ampia diffusione, comprendente buona parte del Sud-Est asiatico, dall'Indocina all'Arcipelago Indo-Australiano, lungo il bacino del Mekong (Vietnam, Laos, Thailandia, Cambogia). In molte zone è stato introdotto dall'uomo. Abita acque calme e con ricca vegetazione, spingendosi nelle pianure inondate durante la stagione monsonica nel basso corso del fiume.

## Descrizione
Presenta un corpo allungato e compresso ai fianchi, dal profilo trapezoidale: il dorso è orizzontale, il ventre è più pronunciato, con il vertice poco dopo le filiformi pinne ventrali. La bocca ha grandi labbra ed è rivolta verso l'alto. La pinna dorsale è alta e arrotondata, posizionata nella seconda metà del corpo. La pinna anale è lunga, terminante alla radice della coda, che è arrotondata e bilobata. Il maschio è più tozzo, la sua pinna dorsale è più lunga ed appuntita della femmina, e presenta una colorazione più vivace. La livrea selvatica presenta un colore di fondo grigio con sfumature verdastre, con minute screziature scure sul corpo e due ocelli neri sul fianco e sul peduncolo caudale. Le pinne pettorali sono trasparenti, le ventrali arancioni (più vivo nel maschio), la pinna anale grigia con orlatura rosso vivo, mentre le altre pinne sono grigie chiazzate di bianco. I maschi adulti hanno la pinna dorsale più sviluppata e posteriormente appuntita (nelle femmine è tondeggiante).

## Varietà
Specie largamente diffusa nell'acquariofilia domestica, come molte altre specie è stata oggetto di selezioni per ottenere diverse varietà, che hanno soppiantato la forma originaria nell'allevamento. La forma più diffusa è quella azzurra, in passato impropriamente pensata come sottospecie ("Trichogaster trichopterus sumatranus"), insieme ad una varietà dorata ("Golden"), una albina e una blu ("Opaline").
| Nome       | Descrizione | Immagine |
| ---------- | --- | -------- |
| Albina     | Corpo rosa pallido o bianco, occhi rossastri. |          |
| Gold       | Dorso giallo arancio, fianchi giallo dorato screziati di grigio e ventre argenteo. Occhi rossastri. Pinne grigie con chiazze giallo dorato |          |
| Opalino    | Colore di fondo grigioazzurro, con grandi macchie irregolari blu scuro. Pinne azzurro chiaro puntinate di bianco |          |
| Sumatranus | La forma più simile a quella selvatica. Presenta un corpo grigioazzurro, con scaglie orlate di grigio e due ocelli neri su fianco e peduncolo caudale. Le pinne hanno la radice azzurra, ma sfumano presto in un grigio trasparente, e sono chiazzate di bianco. |          |

## Riproduzione
Prima della riproduzione il maschio costruisce un nido di bolle, che può arrivare anche a 25 cm di diametro. Dopo la deposizione e la fecondazione il maschio raccoglie le uova e le inserisce nel nido, facendo loro la guardia per qualche giorno. Le uova si schiudono nel giro di 1-2 giorni.

## Alimentazione
Ha dieta onnivora: si nutre di piante e detriti vegetali, di diatomee, di insetti, di zooplancton e di piccoli invertebrati.

## Pesca
È oggetto di pesca nei luoghi di origine per l'alimentazione umana.

## Acquariofilia
T. trichopterus è una specie molto conosciuta e commercializzata in ambito acquariofilo, fin dagli albori di questo hobby. Come precedente affermato, sono state create numerose varietà che hanno soppiantato la colorazione originaria negli acquari.